# Франкі (Лодзинське воєводство)
Франкі (пол. Franki) — село в Польщі, у гміні Кросневиці Кутновського повіту Лодзинського воєводства.